# Anatolij Andrejevics Banyisevszkij
Anatolij Andrejevics Banyisevszkij (azeriül: Anatoli Andreyeviç Banişevski, oroszul: Анатолий Андреевич Банишевский; Baku, 1946. február 23. – Baku, 1997. december 10.) Európa-bajnoki ezüstérmes, orosz származású azeri labdarúgó.
A szovjet válogatott tagjaként részt vett az 1966-os világbajnokságon, illetvez az 1968-as Európa-bajnokságon és az 1972-es Európa-bajnokságon.

## Sikerei, díjai
Szovjetunió
- Európa-bajnoki döntős (1): 1972